# Iode
El iode és l'element químic de símbol I i nombre atòmic 53. Forma part del grup dels halògens (grup 17) de la taula periòdica dels elements. Fou descobert el 1811 a les algues pels químics francesos Nicolas Clément i Charles Bernard a partir d'una observació feta pel també químic francès Bernard Courtois. És un oligoelement i s'empra principalment en medicina, fotografia i com a colorant. Químicament, el iode és l'halogen menys reactiu i menys electronegatiu.

## Història

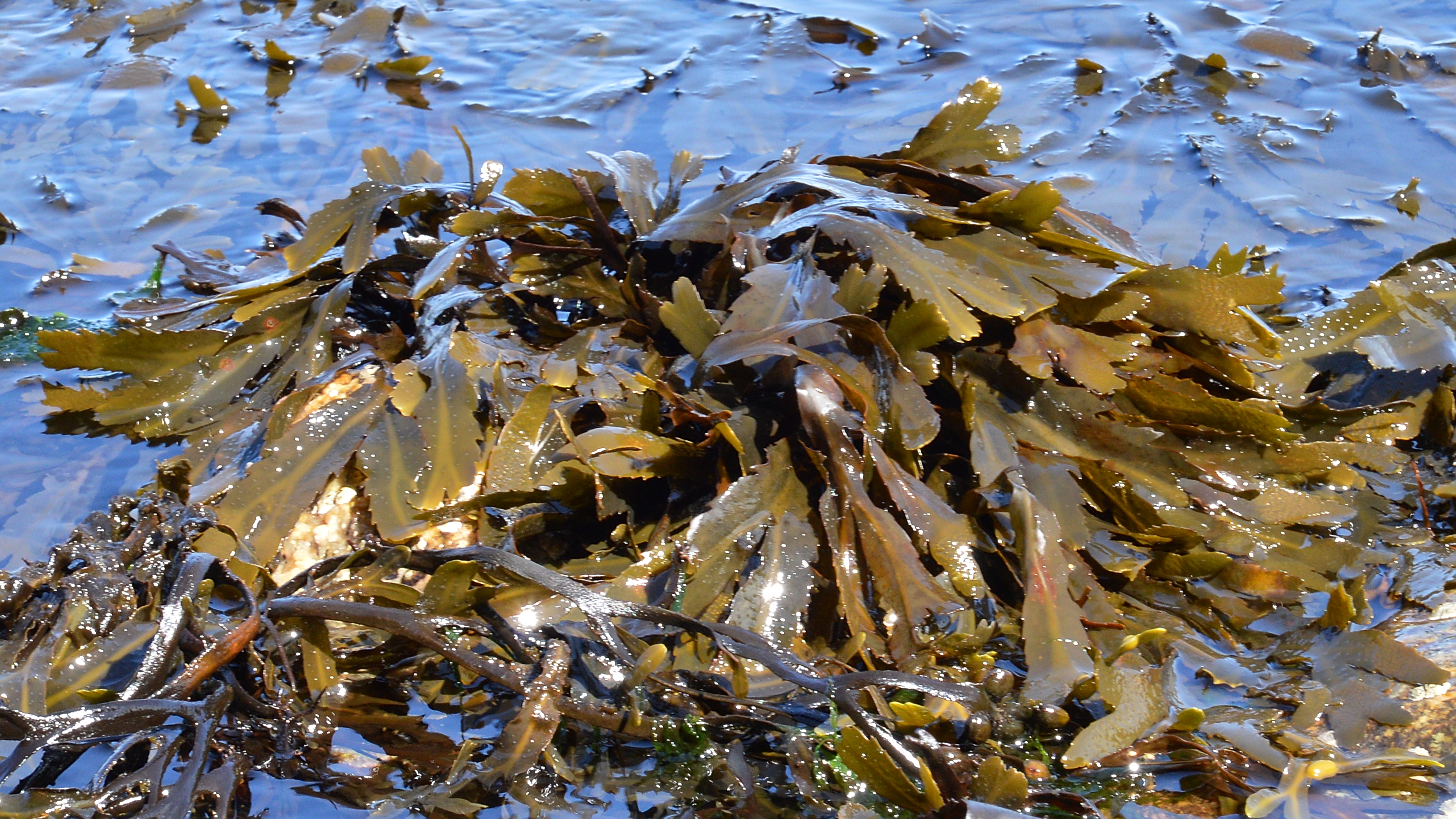
Alga Fucus serratus a Noruega.

El iode fou descobert a França pel químic francès Bernard Courtois (1777-1838) el 1811 a partir d'algues marines, les quals havien estat calcinades i digerides amb àcid sulfúric, encara que no continuà amb les seves investigacions per falta de diners. Encarregà la tasca d'estudiar aquesta nova substància a dos químics, Nicolas Clément (1779-1841) i Charles Bernard Desormes (1777-1862), els quals realitzaren una investigació sistemàtica de les seves propietats i, el 29 de novembre de 1813, exposaren una mostra d'aquesta nova substància a l'Institute Imperial de France i presentaren els resultats dels seus estudis. Joseph-Louis Gay-Lussac (1878-1850) assenyalà que podia ser un nou element químic i proposà el nom de iode, del grec ἰώδης, iṓdēs ‘violat, marró’, de íon ‘violeta’ i eĩdos ‘aspecte’, en observar el color violat dels seus vapors, cosa que fou confirmada per l'anglès Humphry Davy (1778-1829) el mateix any.

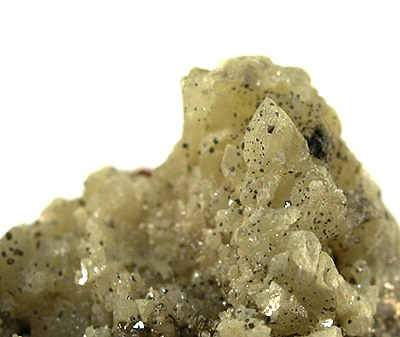
Iodargirita AgI.

El primer mineral a ser descobert fou la iodargirita, constituït per iodur d'argent, a Mèxic, el 1825. Fou estudiada per primera vegada pel químic hispano-mexicà Andrés Manuel del Río Fernández (1764-1849), indicant que fou descoberta a Albarradón, Zacatecas.

## Abundància i obtenció
El iode és l'halogen menys abundant, ocupa la posició 64a en quan a abundància dels elements a l'escorça terrestre, presentant-se amb una concentració de 0,14 ppm, mentre que en l'aigua de mar la seva abundància és de 0,052 ppm. El sòls presenten una concentració entre 0,1 i 10 ppm i a l'atmosfera entre 0,2 i 60 ppb. L'aigua de pluja en conté una mitjana de 0,7 mg/l.

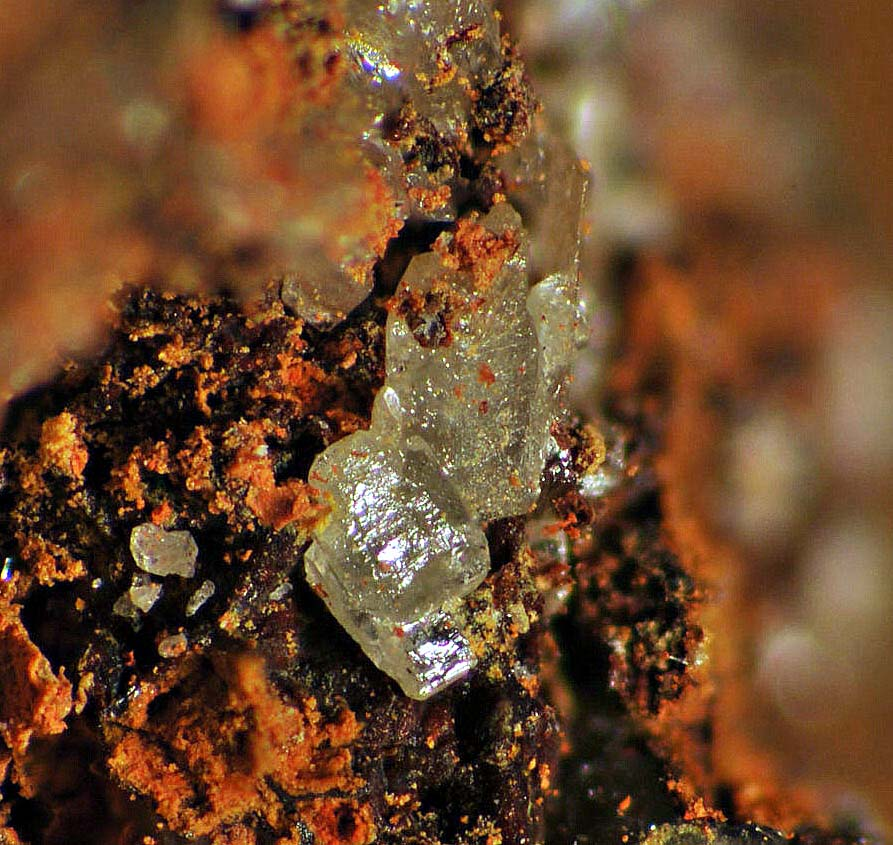
Marshita CuI.

S'han descobert vint-i-sis minerals que presenten el iode en la seva composició. Els que el presenten en més d'un 50 % són: marshita {\displaystyle {\ce {CuI}}} 66,63 %, lautarita {\displaystyle {\ce {Ca(IO3)2}}} 65,10 %, brüggenita {\displaystyle {\ce {Ca(IO3)2.H2O}}} 62,22 %, bel·lingerita {\displaystyle {\ce {Cu3(IO3)6.2H2O}}} 59,67 %, miersita {\displaystyle {\ce {(Ag,Cu)I}}} 56,73 %, coccinita {\displaystyle {\ce {HgI2}}} 55,86 % i iodargirita {\displaystyle {\ce {AgI}}} 54,05 %.

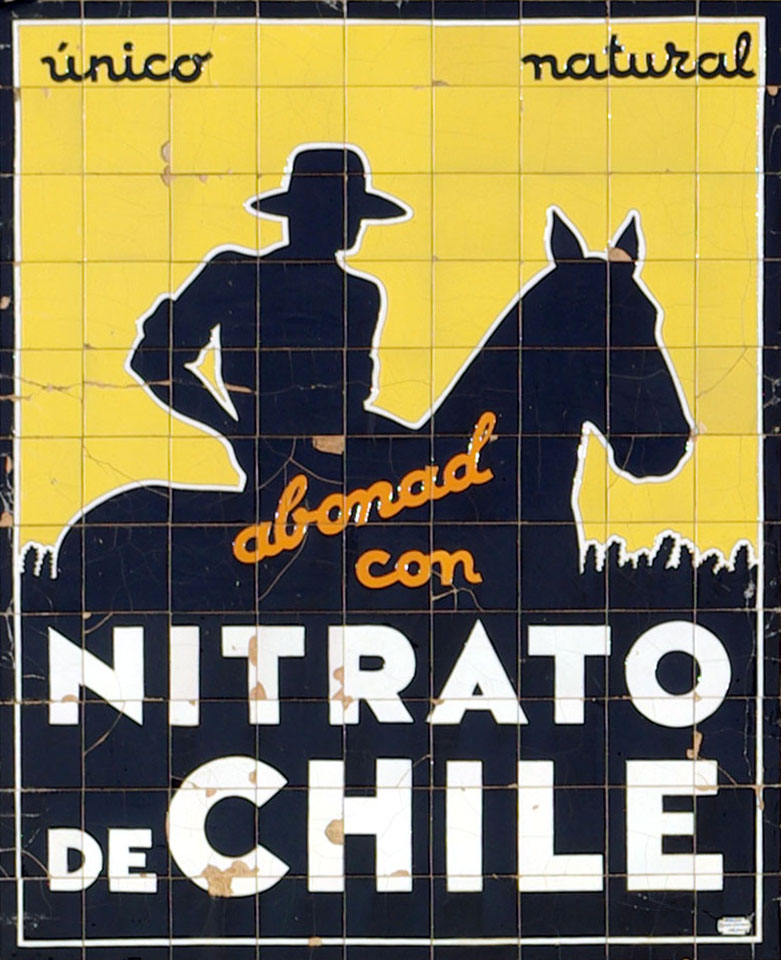
Cartell publicitari del nitrat de Xile.

Les fonts més important de iode per a la preparació comercial són els dipòsits de salitre o nitrat de Xile, en els quals el iode està present com a iodats sòlids, especialment iodat de calci,{\displaystyle {\ce {Ca(IO3)2}}}; i les salmorres naturals, o les salmorres extretes de pous de petroli que contenen fins a 150 mg/l de iode. Els principals productors del món inclouen Xile, Japó, Estats Units, Iran, Turkmenistan i Azerbaidjan. Xile és el primer productor mundial de iode, seguit del Japó i els Estats Units. La producció de Xile representà al voltant dels dos terços de la producció mundial el 2022. La major part del subministrament mundial de iode prové de tres àrees: les mines de nitrats del desert de Xile, els jaciments de gas i jaciments de petroli al Japó i la salmorra rica en iode dels pous al nord-oest d'Oklahoma.
Les impureses, com l'argila, la sorra i l'oli, s'eliminen per filtració, i la solució es fa passar per un corrent de diòxid de sofre i després a través d'una sèrie de recipients que contenen paquets de filferro de coure. El iodur de coure(II) que es forma s'elimina per filtració, es renta amb aigua, s'asseca i es tritura finament. El producte s'escalfa amb carbonat de potassi per donar iodur de potassi, que després s'oxida a l'element lliure amb dicromat de sodi i àcid sulfúric:{\displaystyle {\ce {Cu2I2 + K2CO3 <=> 2KI + Cu2O + CO2}}}{\displaystyle {\ce {6KI + Na2Cr2O7 + 7 H2SO4 <=> 3I2 + Cr2(SO4)3 + Na2SO4 + 3K2SO4 + 7H2O}}}
En un procés alternatiu, el clor s'utilitza com a agent oxidant:
{\displaystyle {\ce {2KI + Cl2 <=> 2KCl + I2}}}
Durant molt de temps, el iode s'ha recuperat a escala comercial a partir d'algues. Aquestes s'assequen i es cremen; la cendra es lixivia amb aigua; el sulfat de sodi i el clorur de sodi s'eliminen per cristal·lització; i la solució restant es concentra per evaporació de l'aigua. La solució final, que conté 30-100 g/l de iode, es tracta amb àcid sulfúric per tal de descompondre qualsevol sulfit, i s'afegeix sulfur i diòxid de manganès per alliberar el iode, que es vaporitza i purificat per sublimació. Alternativament, l'addició de sulfat de coure(II) dona iodur de coure(II).

## Propietats

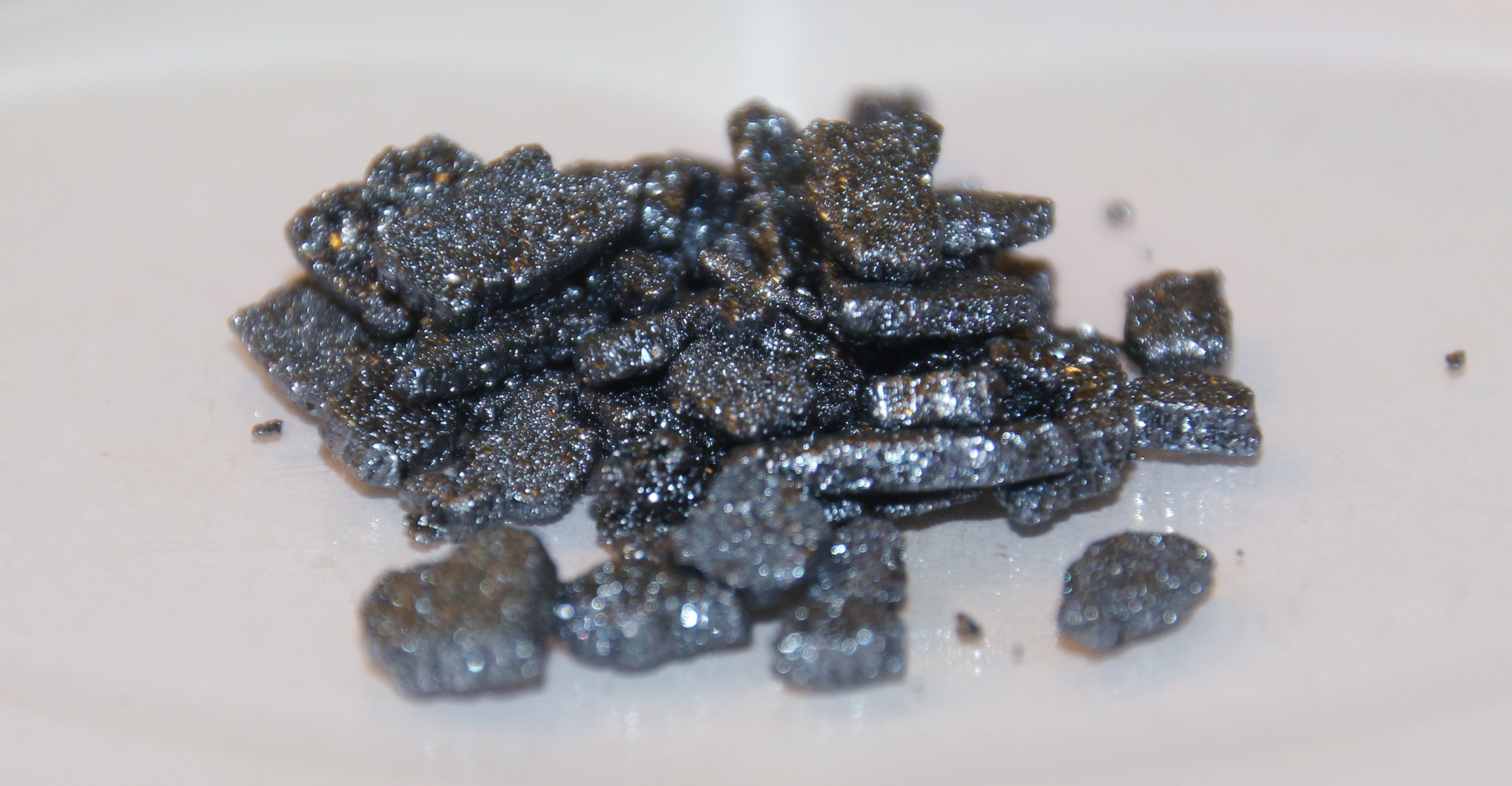
Cristalls de iode I2.

### Propietats físiques
El iode és un sòlid negre i llustrós, amb lleugera brillantor metàl·lica. Té un punt de fusió de 113,7 °C, un d'ebullició de 184,4 °C i una densitat de 4,93 g/cm³ a 20 °C. Té una pressió de vapor moderada a temperatura ambient (0,23 mmHg) i en un recipient obert sublima en donant un gas de color violeta i que irrita els ulls, el nas i la golat. La densitat és de 11,27 g/l. La xarxa molecular conté molècules diatòmiques discretes {\displaystyle {\ce {I2}}}, que també estan presents en estat fos i gasós.

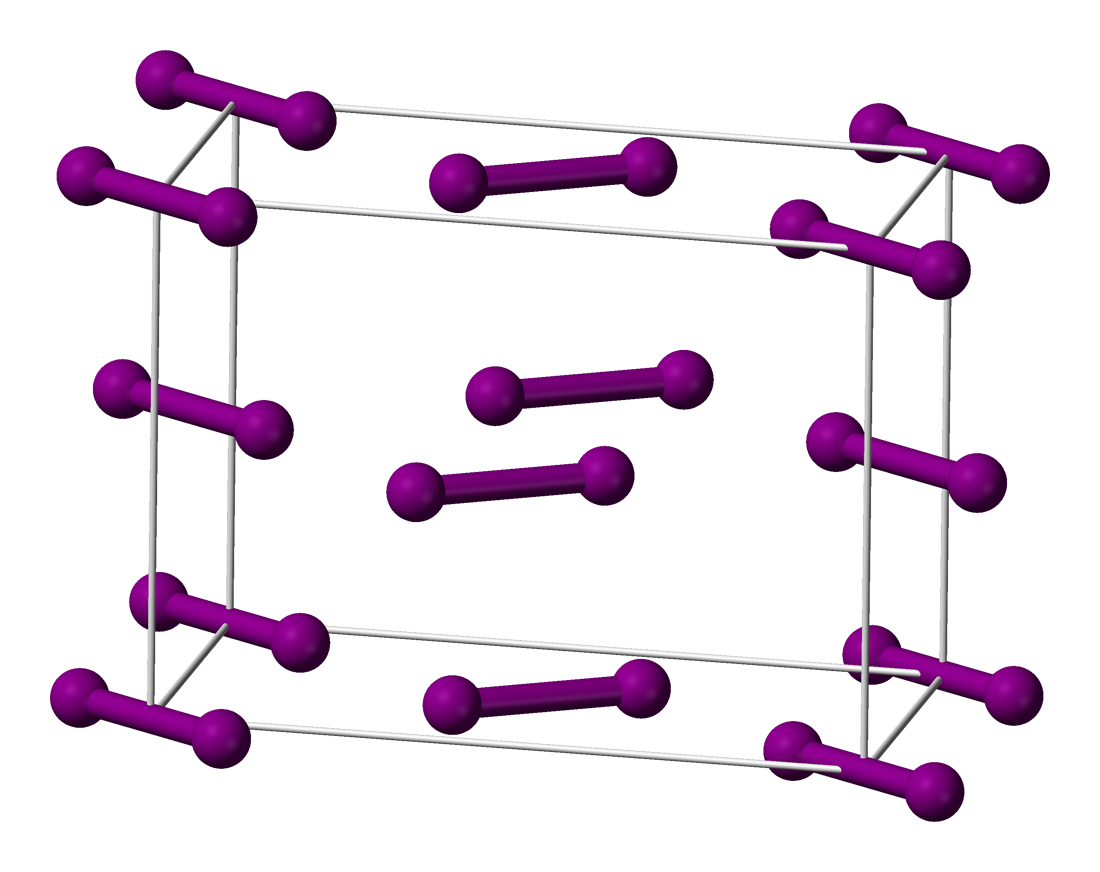
Cel·la unitat d'un cristall de iode, amb les molècules de diiode I2.

És poc soluble en aigua, mentre que es dissol fàcilment en dissolvents no polars cloroform, en tetraclorur de carboni o en disulfur de carboni, donant dissolucions de color violeta. Malgrat es poc soluble en aigua, s'hi pot dissoldre afegint iodur de potassi i es forma el complex marró triiodur {\displaystyle {\ce {I3-}}}:
{\displaystyle {\ce {KI + I2 -> KI3}}}

### Propietats químiques
El primer potencial d'ionització (9,31 eV) de l'àtom de iode és considerablement més petit que el dels halògens més lleugers, i això està d'acord amb l'existència de nombrosos compostos que contenen iode en estats d'oxidació positius +1 (hipoiodits), +3 (iodits), +5 (iodats), i +7 (periodats). Igual que la resta d'halògens forma un gran nombre de compostos amb altres elements, però és el menys reactiu del grup i té certes característiques metàl·liques. En dissolució, en presència de midó dona una coloració blava. Pot presentar també l'estat d'oxidació –1 (iodurs).
El iode no reacciona ni amb l'oxigen ni amb el nitrogen. Tanmateix, el iode reacciona amb l'ozó {\displaystyle {\ce {O3}}}, el segon al·lòtrop de l'oxigen, per formar el tetraiodur de nonaoxigen {\displaystyle {\ce {O9I4}}}, inestable, la naturalesa del qual potser és {\displaystyle {\ce {I(IO3)3}}}. Amb aigua el iode forma l'anió hipoiodit, {\displaystyle {\ce {IO-}}}. La posició de l'equilibri depèn molt del pH de la solució.
{\displaystyle {\ce {I2 + H2O <=> OI- + 2H+ + I-}}}

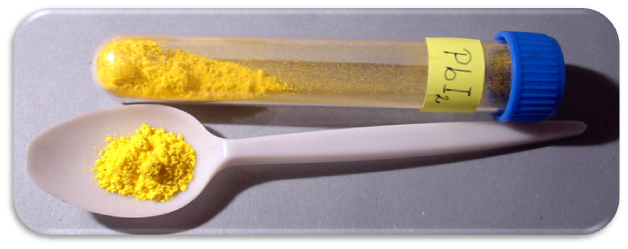
Iodur de plom(II).

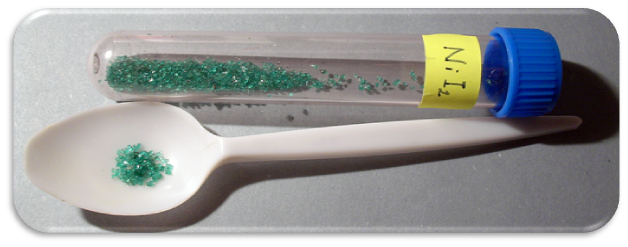
Iodur de níquel(II).

El iode es combina fàcilment amb la majoria de metalls i alguns no-metalls per formar iodurs; per exemple, l'argent i el plom es converteixen fàcilment en els seus respectius iodurs:
{\displaystyle {\ce {2Ag + I2 -> 2AgI}}}{\displaystyle {\ce {Pb + I2 -> PbI2}}}

El fòsfor blanc s'uneix fàcilment amb el iode.

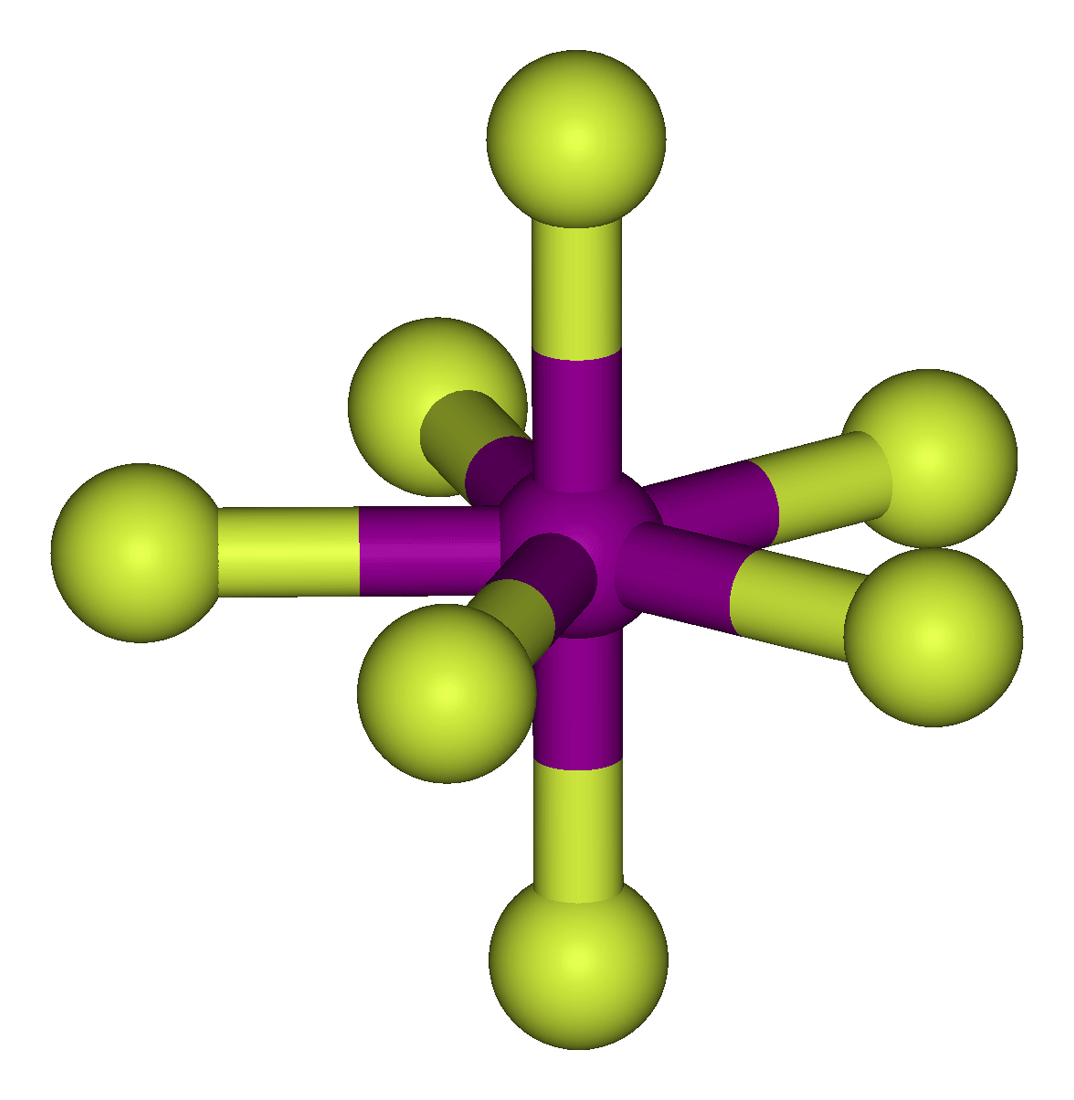
Model de l'estructura de l'heptafluorur de iode.

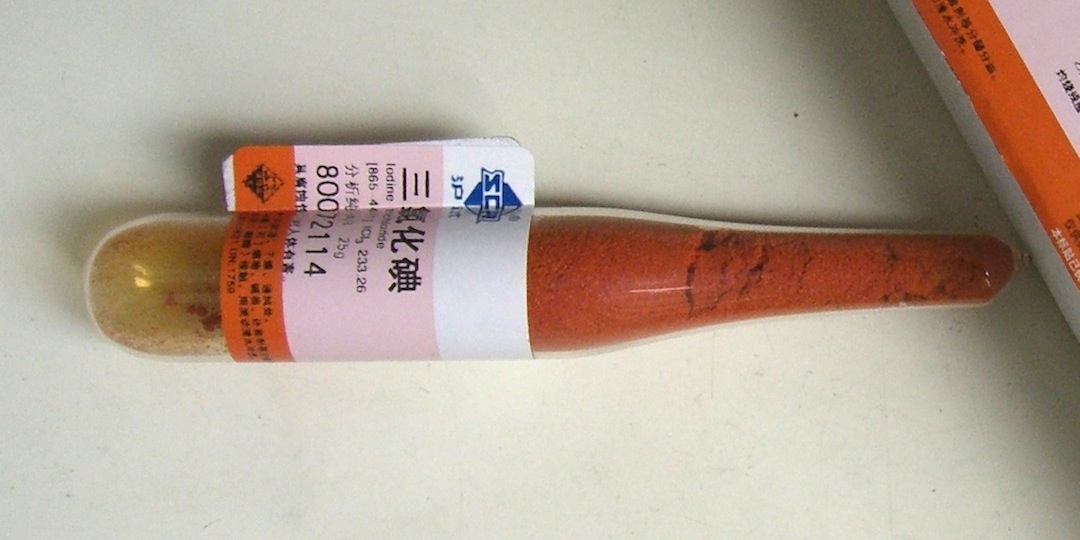
Hexaclorur de diiode.

El iode reacciona amb el fluor a temperatura ambient per formar el pentafluorur de iode líquid. A 250 °C, la mateixa reacció produeix l'heptafluorur de iode gasós. Amb un control acurat de les condicions de reacció (–45 °C, suspensió en {\displaystyle {\ce {CFCl3}}}), és possible aïllar el trifluorur de iode sòlid. Les reaccions són:
{\displaystyle {\ce {I2\,{+}\,5F2->2IF5\quad [incolor]}}}{\displaystyle {\ce {I2\,{+}\,7F2->2IF7\quad [incolor]}}}{\displaystyle {\ce {I2\,{+}\,3F2->2IF3\quad [groc]}}}
Amb el brom el iode forma el bromur de iode, l'espècie interhalògena sòlida molt inestable i de baixa fusió.
{\displaystyle {\ce {I2 \, {+}\, Br2 -> 2IBr}}}
El iode reacciona amb el clor a –80 °C amb un excés de clor líquid per formar l'hexaclorur de diiode {\displaystyle {\ce {I2Cl6}}}. El iode reacciona amb el clor en presència d'aigua per formar àcid iòdic.
{\displaystyle {\ce {I2\,{+}\,3Cl2->I2Cl6\quad [groc]}}}{\displaystyle {\ce {I2 + 6H2O + 5Cl2 -> 2HIO3 + 10HCl}}}
El iode reacciona amb l'àcid nítric concentrat calent per formar àcid iòdic. L'àcid iòdic cristal·litza en refredar-se.
{\displaystyle {\ce {3I2 + HNO3 -> 6HIO3 + 10NO + 2H2O}}}
El iode reacciona amb l'àlcali aquós calent per produir iodat:

Esquema de la desintegració del iode 131.

{\displaystyle {\ce {3I2 + OH- -> IO3- + 5I- + 3H2O}}}

## Isòtops
Hi ha trenta set isòtops de iode, però només el I-127 és estable. El radioisòtop artificial I-131 (un emissor beta) amb un període de semidesintegració de vuit dies s'ha emprat en el tractament de càncer i altres patologies de la glàndula tiroide. Es desintegra emetent una partícula β– segons la reacció: {\textstyle {\ce {^131I -> ^131Xe + \beta^{-}}}}.
El iode 129 (amb un període de semidesintegració d'uns 16 milions d'anys) es pot produir a partir del xenó 129 en l'atmosfera terrestre, o també a través del decaïment de l'urani 238.

## Aplicacions

### Indústria química

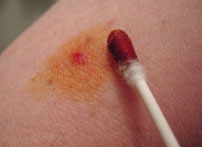

El iode s'utilitza com a catalitzador en la producció d'àcid acètic i com a desinfectant en el tractament de l'aigua. També com a biocida en pintures, adhesius i tractaments de la fusta.

### Medicina
La tintura de iode és una dissolució de iode i iodur de potassi {\displaystyle {\ce {KI}}} en alcohol etílic, en aigua o en una mescla d'ambdós que té propietats com a antisèptic. S'empra com a desinfectant de la pell o per a netejar ferides. També la povidona iodada (polímer combinat amb iode) és el component bàsic de molts antisèptics i desinfectants que es fan servir per a tractar talls a la pell i petites ferides.

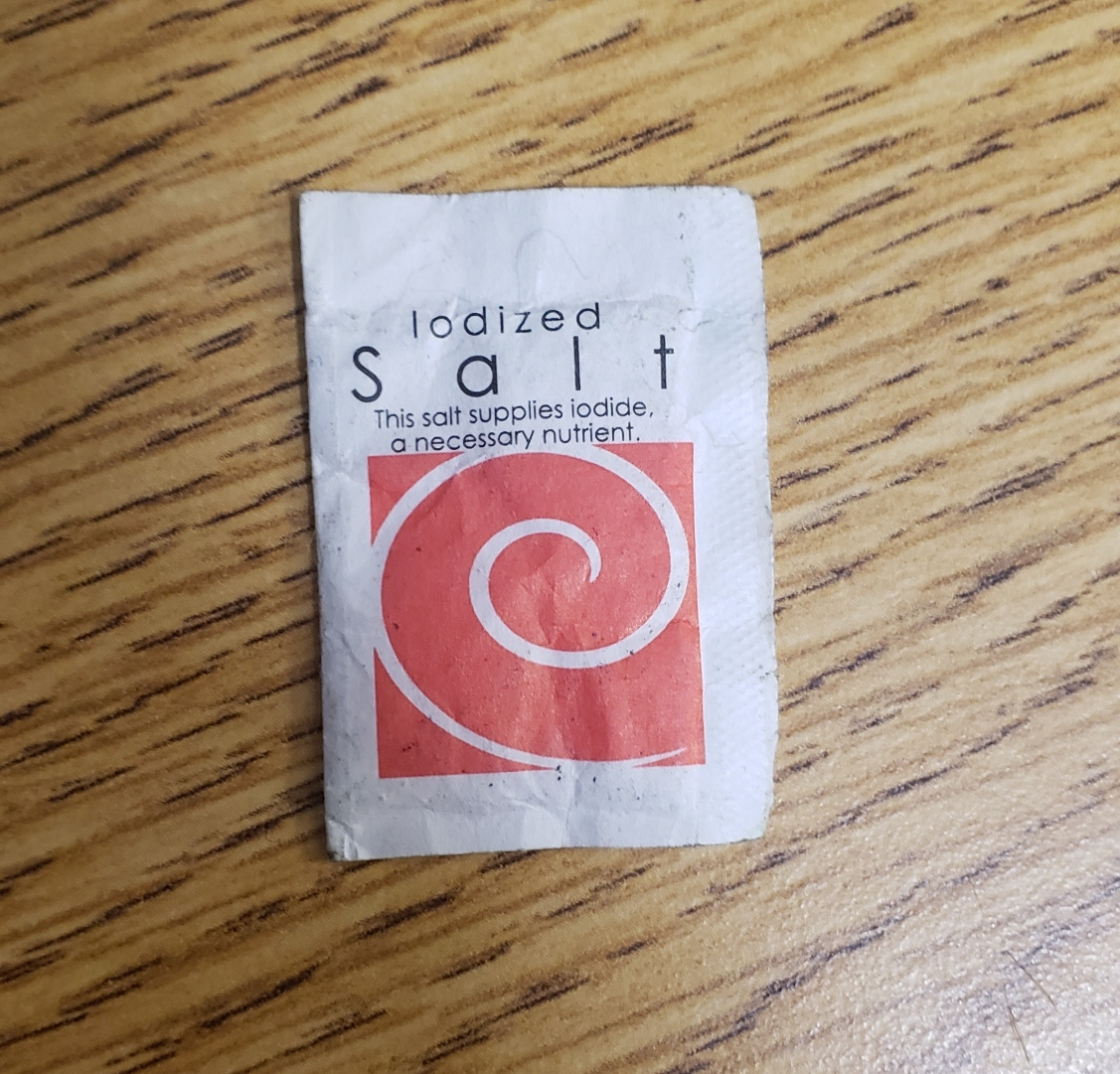
Sal iodada.

S'usa com a element de contrast en les radiografies amb raigs X de certes parts del cos, ja que el iode és un element pesant i és opac als raigs gamma. El iode 131, radioactiu, s'utilitza en la teràpia per a tractar l'hipertiroïdisme. El iode 125 es fa ús en braquiteràpia per al tractament del càncer de pròstata i el iode 123 per al diagnòstic de la malaltia de Parkinson.
En llocs on hi ha poca aportació de iode a través de la dieta (normalment en zones de l'interior, on no es consumeixen aliments marins) el dèficit en iode pot causar goll, anomenat goll endèmic. En molts d'estos llocs això es prevé per mitjà de l'addició de iodur de potassi {\displaystyle {\ce {KI}}} a la sal comuna {\displaystyle {\ce {NaCl}}}, la qual es denomina sal iodada. Per evitar que el iode radioactiu s'acumuli a la glàndula tiroide després de l'exposició a la radiació nuclear, com ara en cas d'un accident d'una central nuclear, s'empren comprimits de iodur de potassi.

### Indústria elèctrica

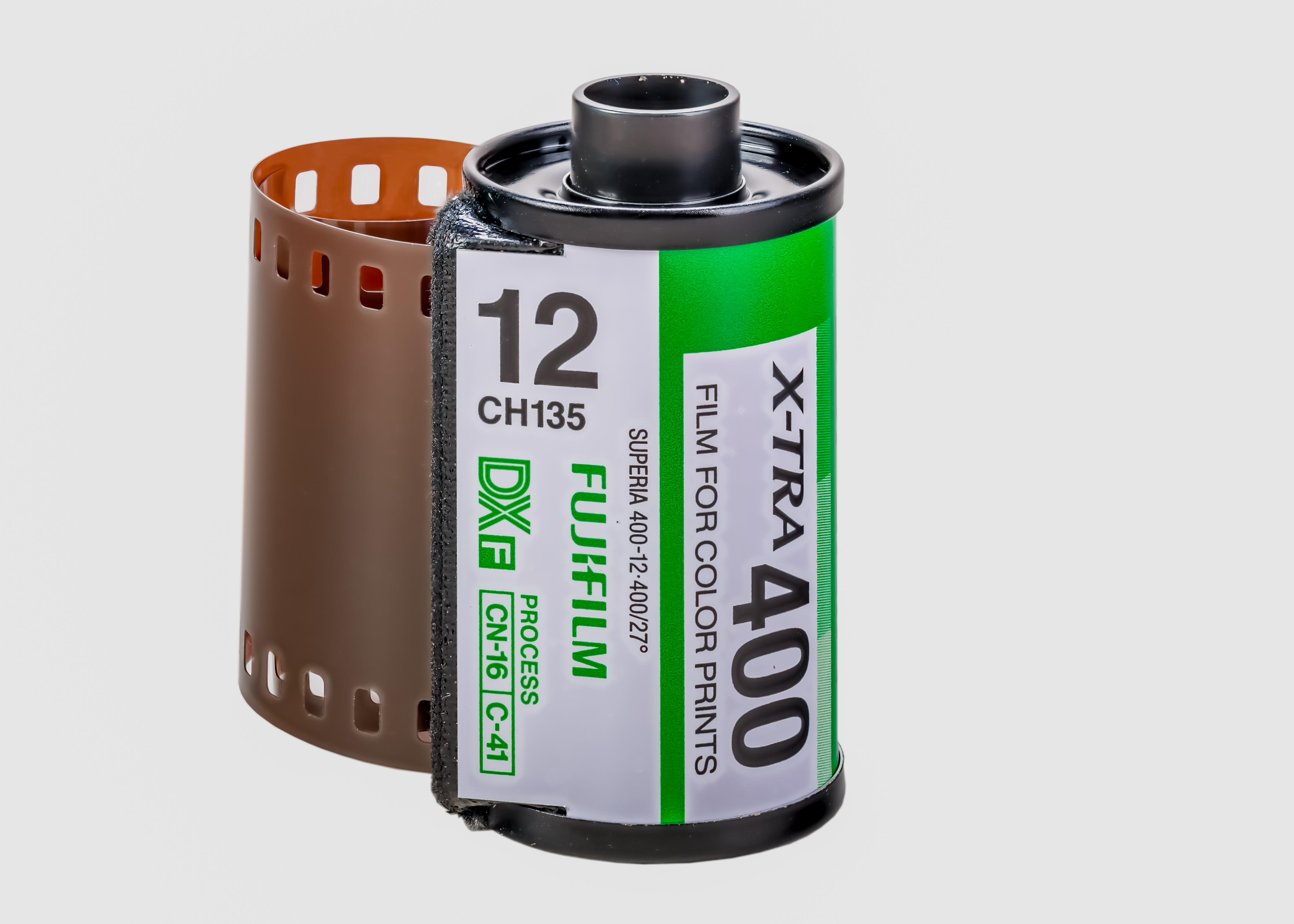
Pel·lícula fotogràfica.

El iode forma de part d'alguns tipus de bombetes halògenes per allargar la vida del filament de tungstè.

### Altres camps
En fotografia s'empra el iodur de potassi i el iodur d'argent que és el component base de les pel·lícules fotogràfiques. El iode és un component clau de les làmines polaritzants de pantalles (LCD/LED) de telèfons mòbils, tauletes i televisors.
Els compostos de iode són importants en el camp de la química orgànica on s'utilitzen com a catalitzadors. El iode i els seus compostos s'usen àmpliament en química analítica. Molts procediments analítics es basen en l'alliberament o captació de iode i la seva posterior valoració amb tiosulfat de sodi {\displaystyle {\ce {Na2S2O3}}} (iodometria). El nombre d'enllaços dobles o triples entre àtoms de carboni als greixos es determina mitjançant l'addició de iode lliure.
El iode s'ha introduït en processos metal·lúrgics per a la producció de certs metalls de transició en alt estat de puresa, entre ells titani, zirconi, tori, crom i cobalt. Els equips electrònics, com ara comptadors de centelleig o detectors de neutrons, contenen prismes monocristallins formats per iodurs de metalls alcalins.
El decaïment de l'urani 238 dona iode 129 i la seua presència (la relació 129I/I) pot indicar el tipus d'activitat exercida en un determinat lloc. Per aquesta raó, el iode 129 es va emprar en els estudis d'aigua de pluja en el seguiment de l'accident de Txernòbil. També s'ha emprat com a traçador en l'aigua superficial i com a indicador de la dispersió de residus en el medi ambient. Altres aplicacions poden estar impedides per la producció de iode-129 en la litosfera a través d'un nombre de mecanismes de decaïment.

## Rol biològic

Estructura de la tiroxina

El iode és un element químic essencial. La glàndula tiroide fabrica les hormones tiroxina i triiodetironina, que contenen iode. El dèficit en iode produïx goll i mixedema. En el cas que es produeixi dèficit de iode durant la infància es pot originar cretinisme, on es produeix un retard mental i físic.

## Precaucions
És necessari parar atenció quan es maneja iode perquè el contacte directe amb la pell pot causar lesions. El vapor de iode és molt irritant per als ulls i les mucoses.